# Il romanzo di un giovane povero (film 1921)
Il romanzo di un giovane povero è un film del 1921 diretto da Amleto Palermi.